# فندق شيراتون الغردقة
فندق شيراتون الغردقة يعد أول فندق بنى على ساحل البحر الأحمر في مدينة الغردقة العالمية في عام 1963م، وكذلك يعتبر علامة مميزة من علامات مدينة الغردقة وأشهرها والذى أطلق اسمه على أكبر شوارعها وأشهرها الآن «فندق شيراتون الغردقة» وتعد المنطقة التي يوجد بها من أجمل بقاع سواحل البحر الأحمر. زاره عدد كبير من رؤساء العالم العربى، على رأسهم الرئيس الراحل أنور السادات والرئيس الليبى السابق معمر القذافى، وكذلك الرئيس الفلسطينى الراحل ياسر عرفات.